# Walter Hemming
Walter Hemming (* 11. Juni 1894 in Düsseldorf; † 27. Dezember 1979 in Brilon) war ein deutscher Maler.

## Leben
Hemming, Sohn des Dekorationsmalers Carl Hemming und der Alma, eine geborene Urner, besuchte, so wie auch sein jüngerer Bruder Hans (1896–1917), die Oberrealschule an der Scharnhorststraße. Es folgte ein Studium an der Kunstakademie Düsseldorf und ausgedehnte Studienfahrten in viele Länder.
Sein Malstil war traditionell akademisch. Seine besondere Liebe galt der See, die auch häufig Motiv für seine Bilder war. Großes Interesse hatte er auch an technischen Dingen, was seinen Ausdruck in Bildern der Schwerindustrie und von Schiffswerften fand. In der Zeit des Nationalsozialismus war Hemming Mitglied der Reichskammer der bildenden Künste und u. a. von 1938 bis 1944 auf allen Großen Deutschen Kunstausstellungen in München vertreten. Vier seiner dort gezeigten Arbeiten wurden im Namen Hitlers für die Reichskanzlei in Berlin angekauft. Hemming stand 1944 in der Gottbegnadeten-Liste des Reichsministeriums für Volksaufklärung und Propaganda.
1942 ließ er sich nach Ausbombung in Düsseldorf in Brilon nieder. Seine neue Heimatstadt hielt er in vielen historisierenden Bildern fest. Sein bekanntestes Werk wurde eine historische Stadtansicht Brilons, die er aus Anlass des 750. Gründungsjubiläums der Stadt anfertigte.